# باب النصر (القاهرة)
باب النصر في القاهرة الإسلامية: هو بوابة حجرية ضخمة محصنة بنيت في الجنوب من باب الفتوح، شيدها القائد العسكري الفاطمي جوهر الصقلي . وقد أطلق الوزير بدر الجمالي عليه لاحقاً اسم باب العز، وبرغم ذلك؛ فضل سكان القاهرة الاسم الأصلي 'بوابة النصر'، والتي ظلت مستخدمة حتى يومنا هذا. ولعل سبب هذا التمسك أن هذا الباب كان بوابة دخول الجيوش المصرية المنتصرة، وهو ما فضل المصريون معه استخدام هذا الاسم، حيث مر بهذا الباب سلاطين مصريون مثل الظاهر بيبرس والمنصور قلاوون والأشرف خليل والناصر قلاوون بأسرى أعداء مصر.
وقد نقل الوزير بدر الدين الجمالي هذا الباب بالإضافة إلى باب الفتوح من أماكنهم الأصلية بجوار زاوية القاضي لأماكنهم الحالية.
ويعتبر هذا الباب من أهم الآثار ذات الطبيعة العسكرية اللى بقيت في مصر من تلك الفترة التي حكم الفاطميون فيها مصر. وتمتاز البوابة بالزخرفة على الجناحين وجبهات الأبراج، والتي ترمز إلى النصر في جهود حملات حماية المدينة من الغزاة. وبين جناحي البوابة يوجد باب ضخم عال تعلوه فتحة محاطة بإفريز يمتد ليحيط ببرجي الباب، نقشت عليه كتابات تذكر اسم من قام ببنائه (الخليفة المستنصر وأمير الجيوش أبو النجم بدر) وتاريخ البناء. وفوق هذا الإفريز توجد فتحات المزاغل. ويوجد بالبوابات سلم حجري يصل لسطح البوابة، هذا السلم ذو تصميم يعتبر الأول من نوعه في تاريخ عمارة هذه الفترة، ويقود هذا السلم إلى الأبراج، كما يقود لمجموعة من الحجرات التي تحتوي على أهم مجموعة من العقود الحجرية.
وقد قام قائد الحملة الفرنسية على مصر نابليون بونابرت بتسمية هذه الأبراج من الجدار الشمالي علي اسم الضباط الفرنسيين المسؤولين عن أمنها. ولا تزال هذه الأسماء منحوتة قرب أعلى مستوى البوابات.
وتذكر السيرة الشعبية الخاصة بالملك الظاهر بيبرس أن هذا الباب كان البوابة التي دخل منها الظاهر بيبرس القاهرة لأول مرة في حياته.

## معرض صور

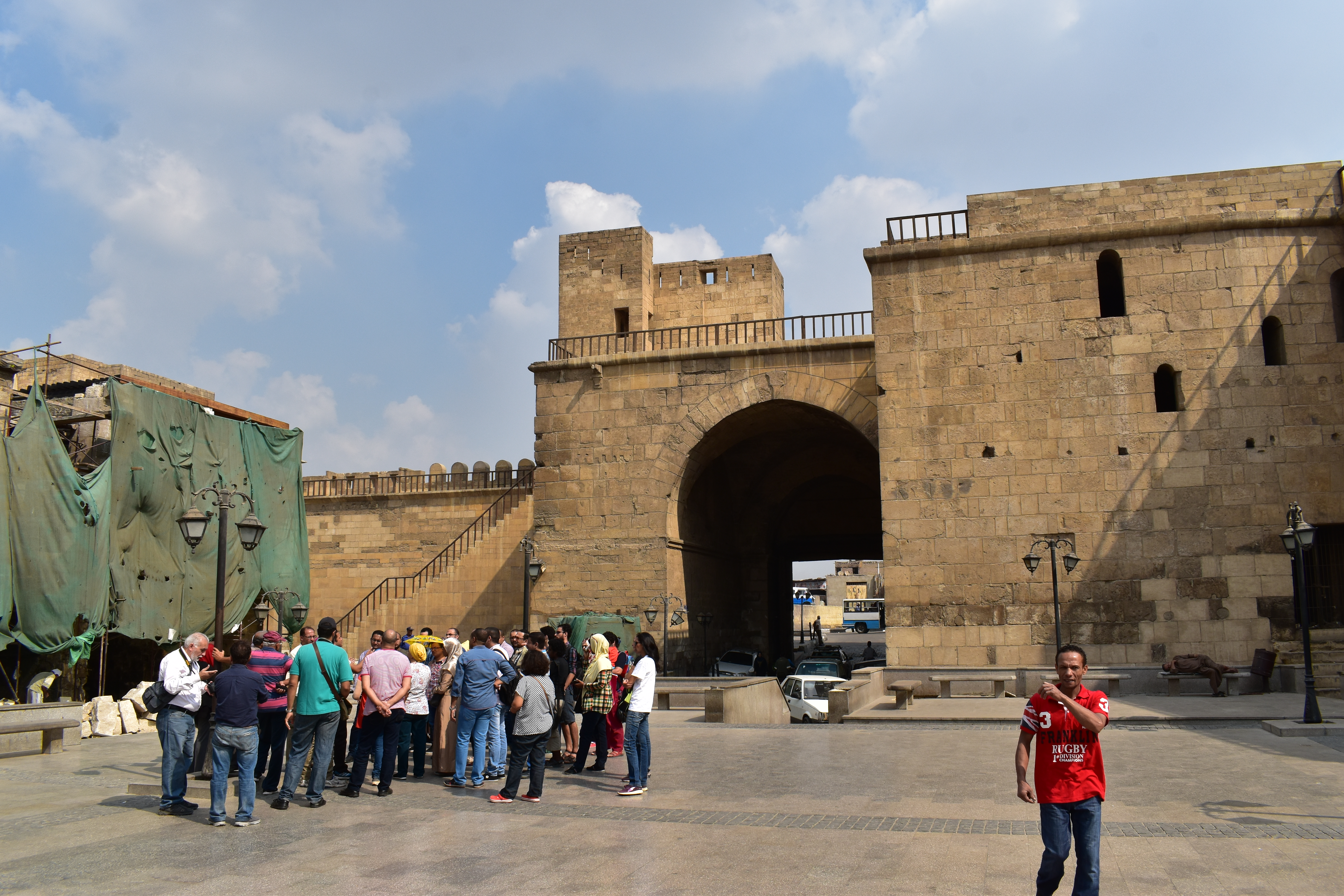
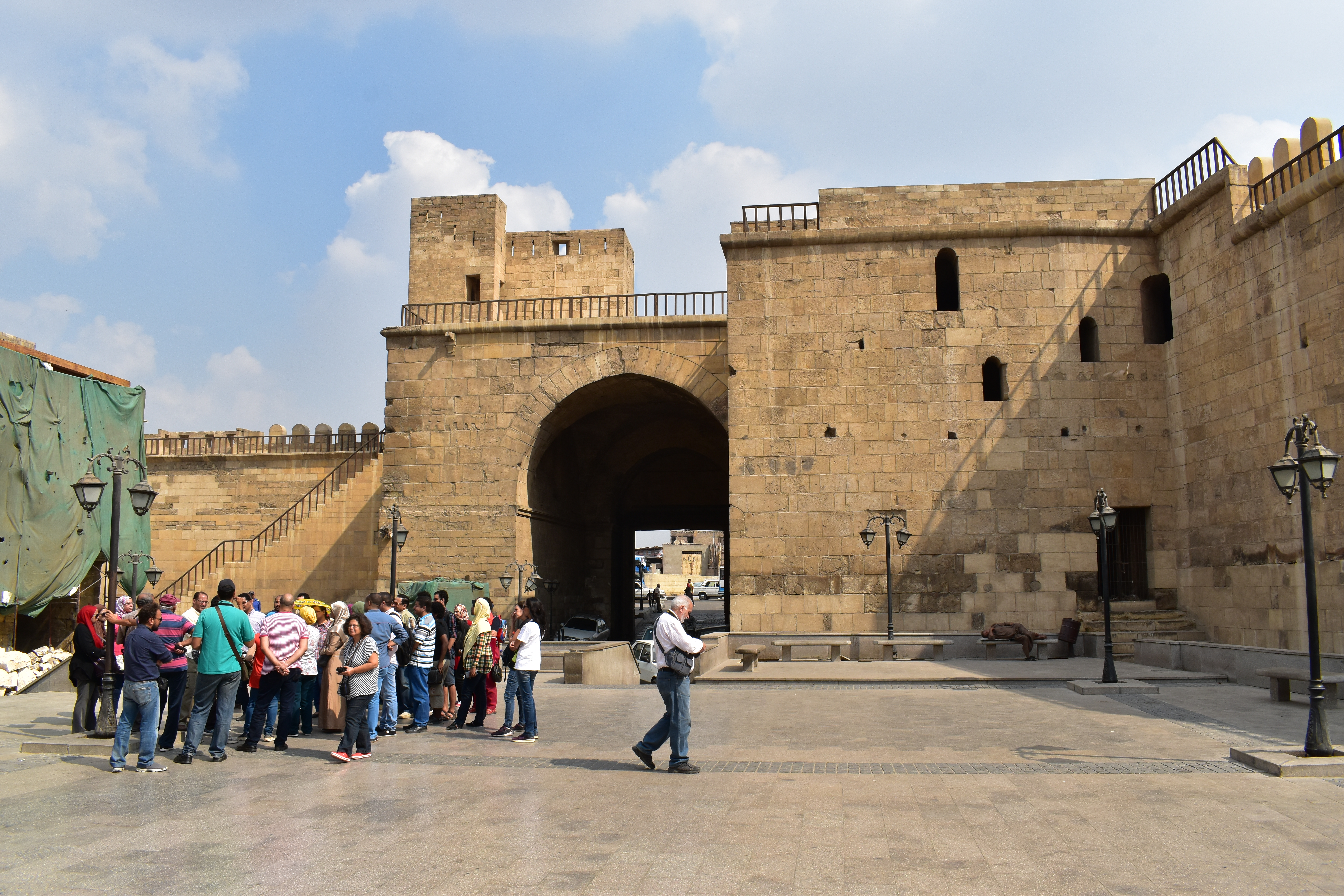
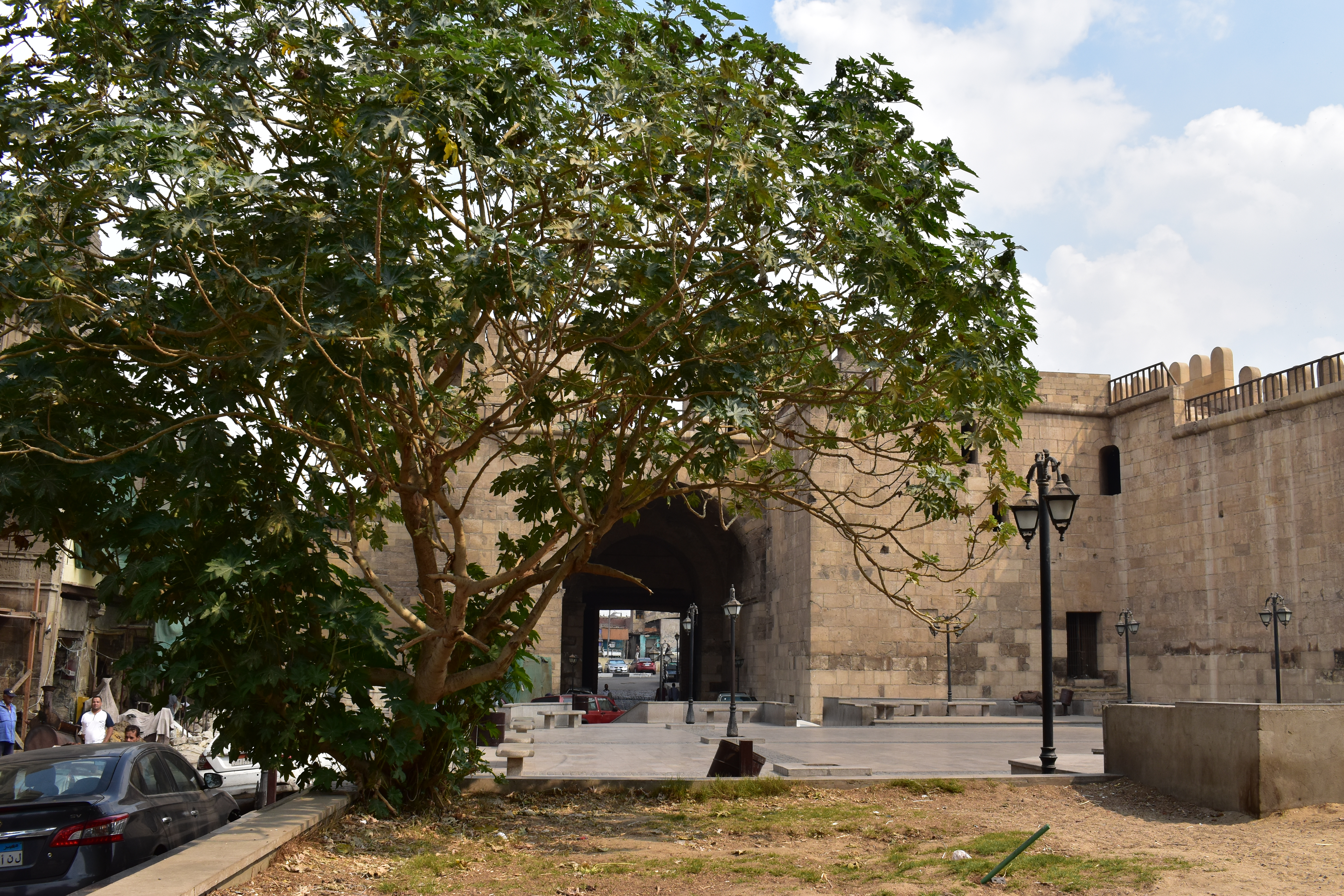
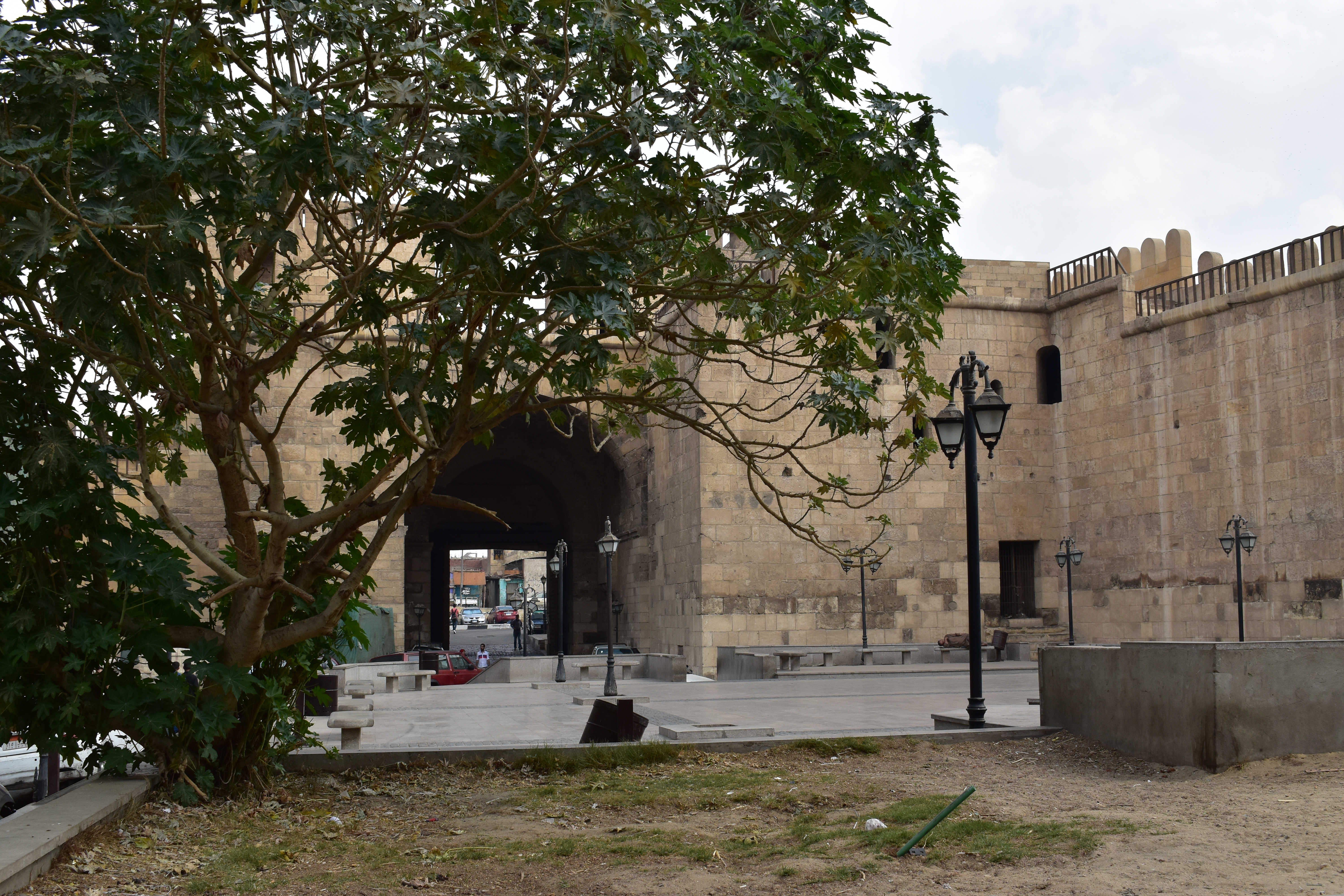
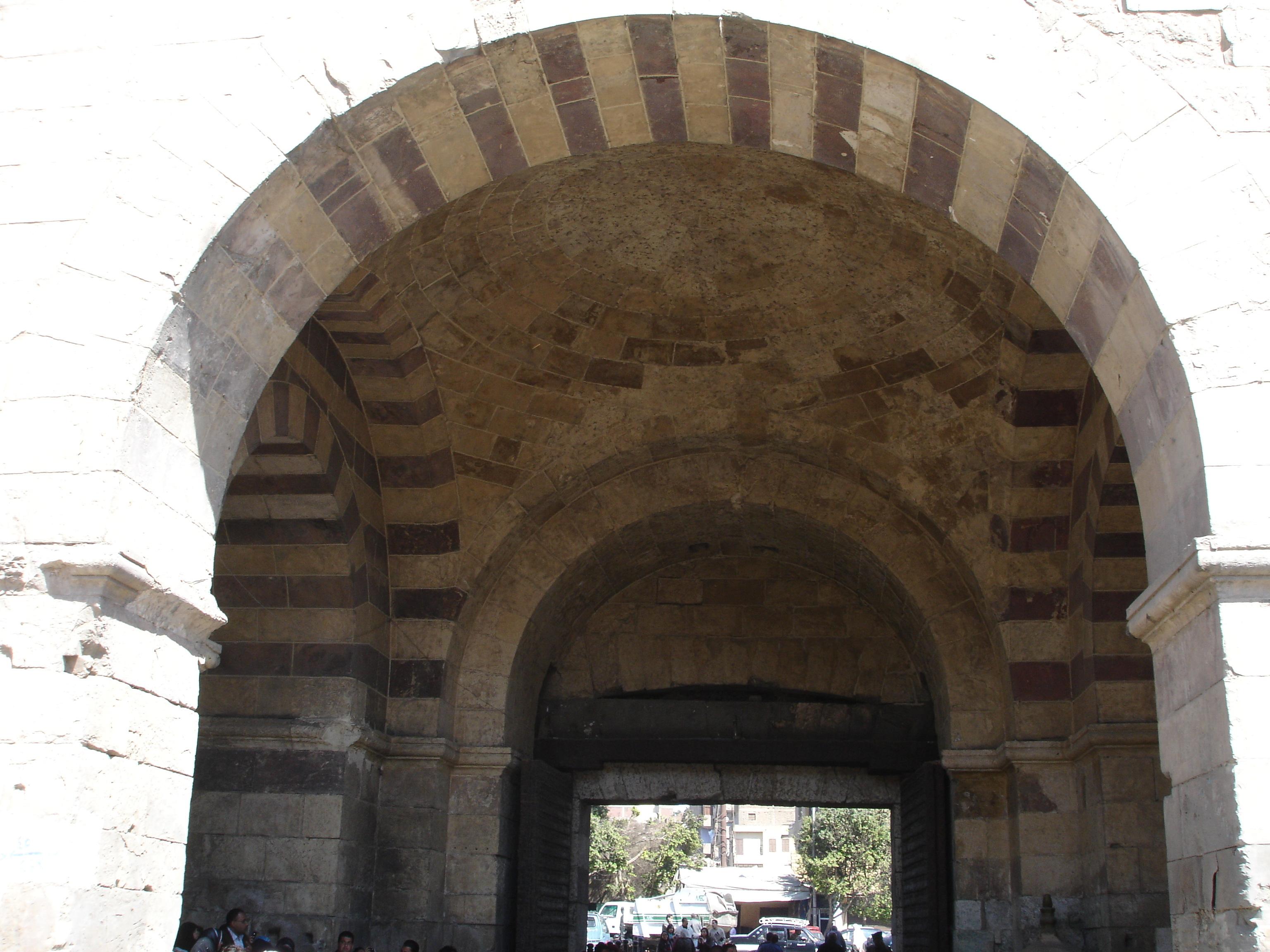
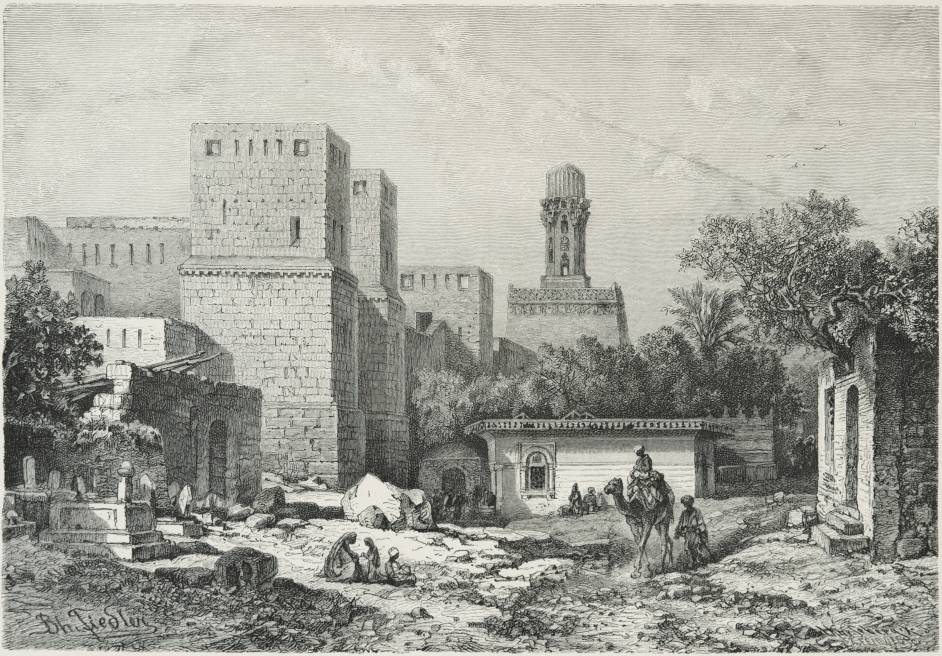
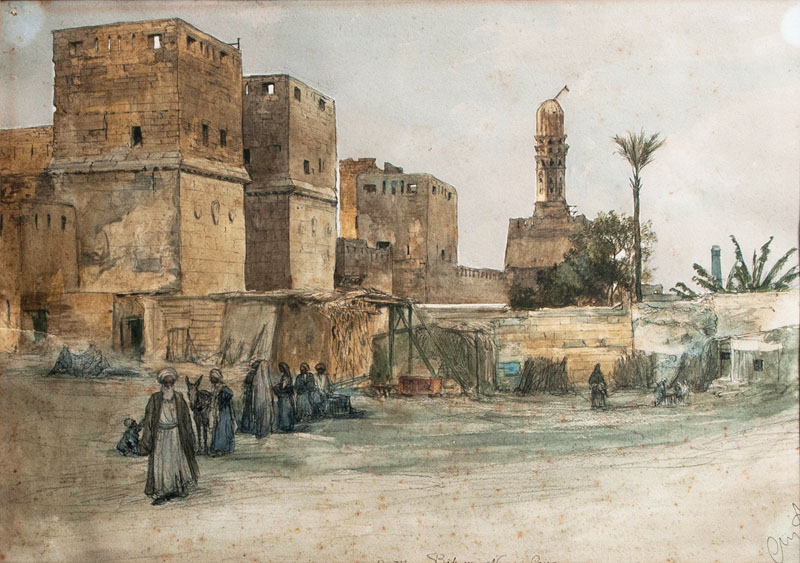
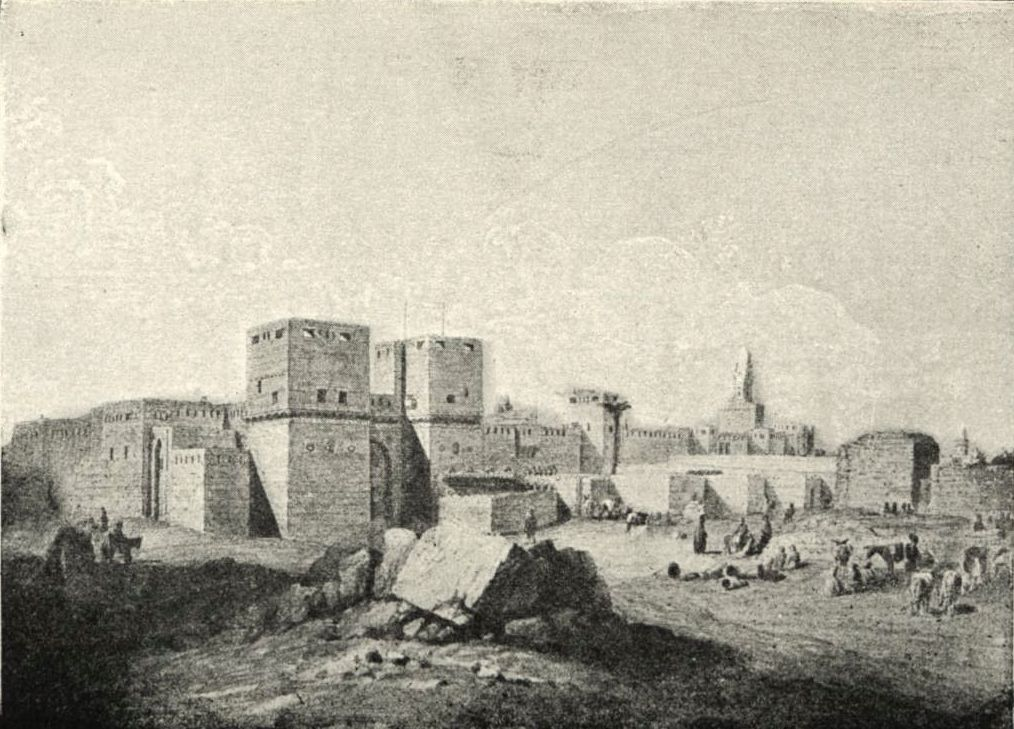
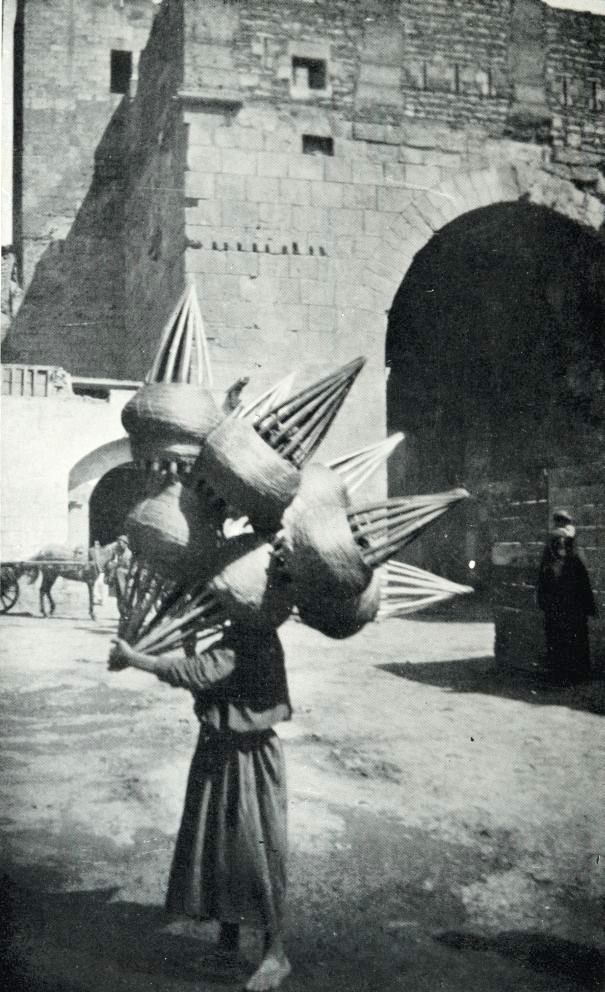
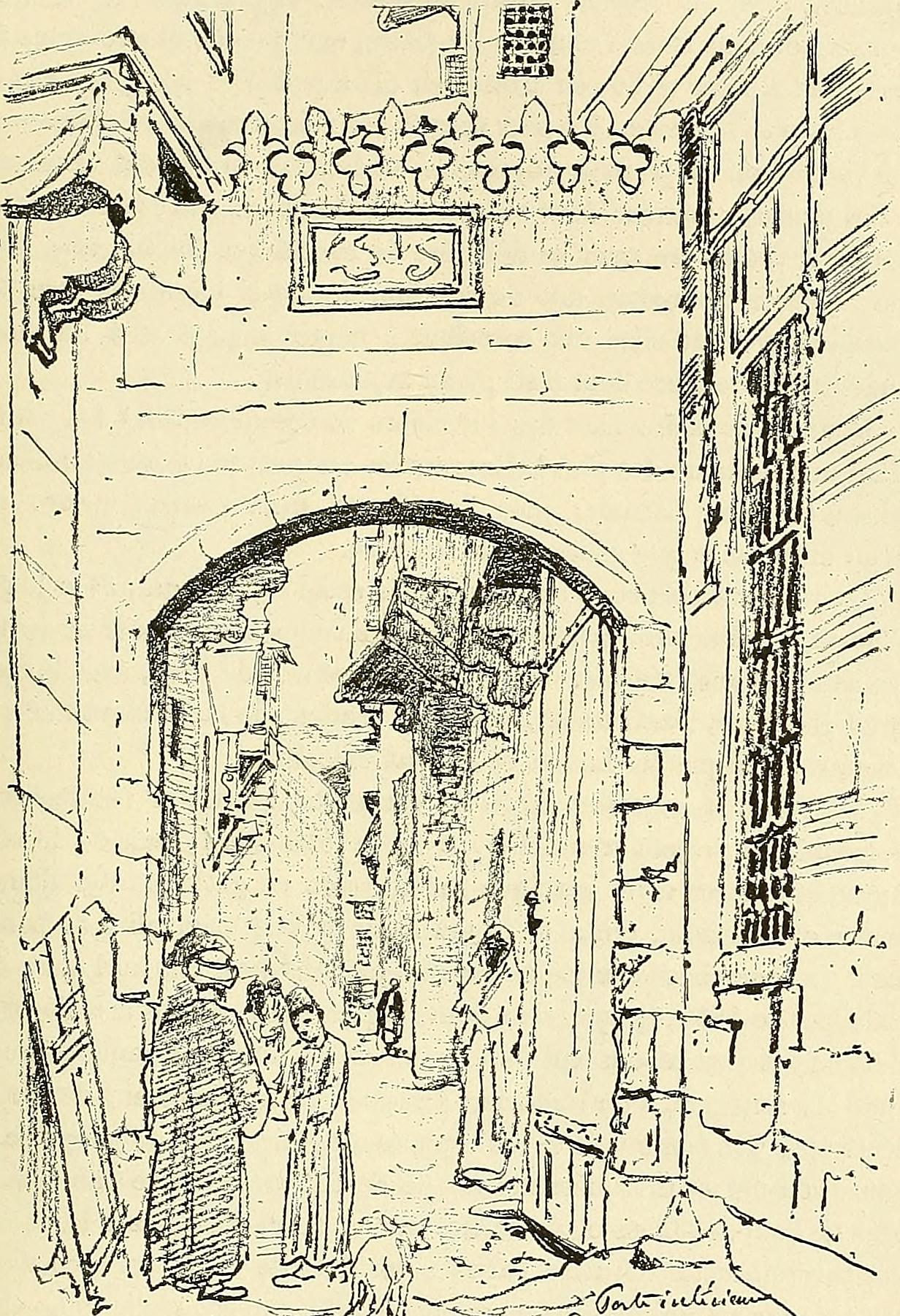
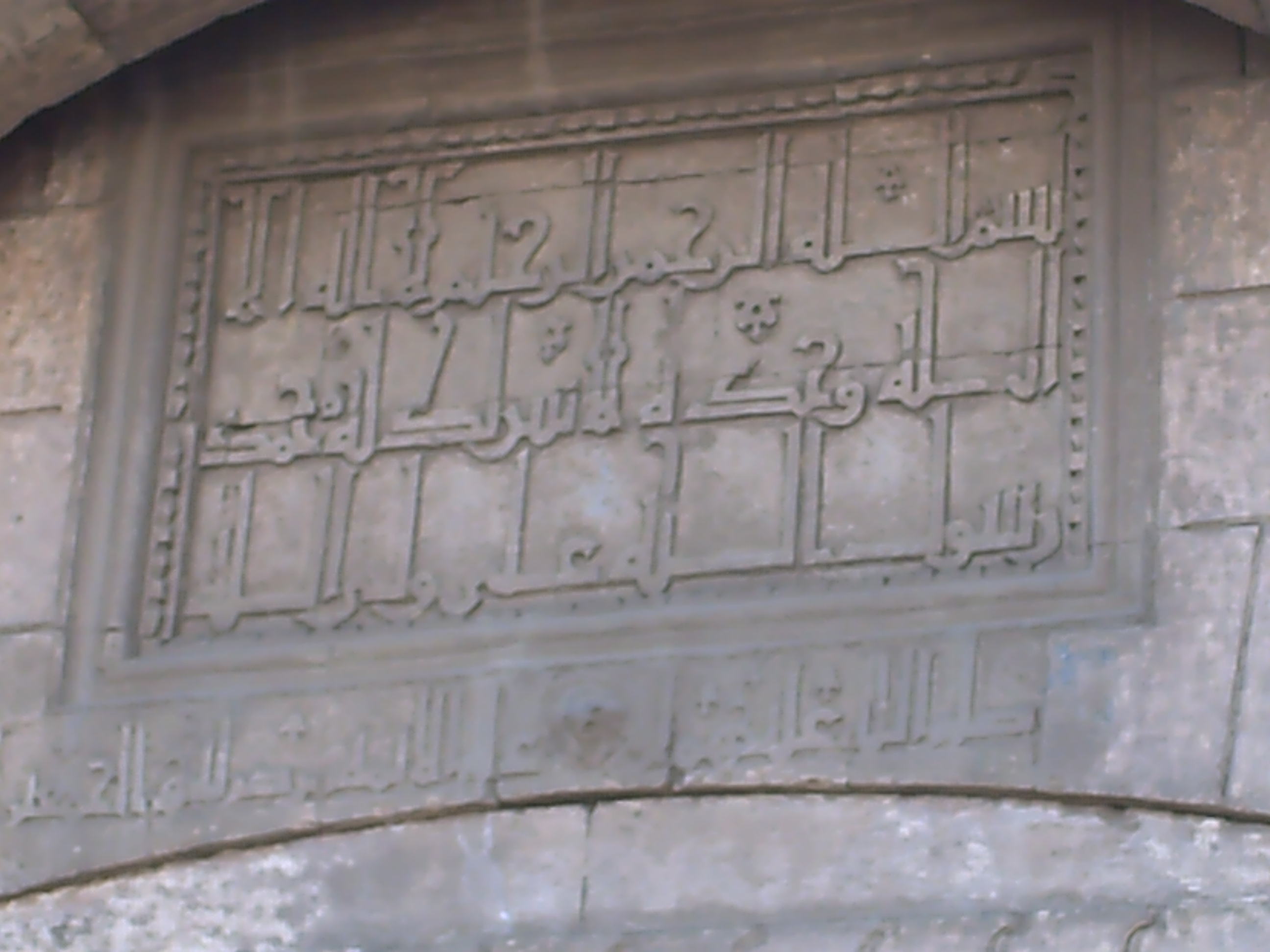
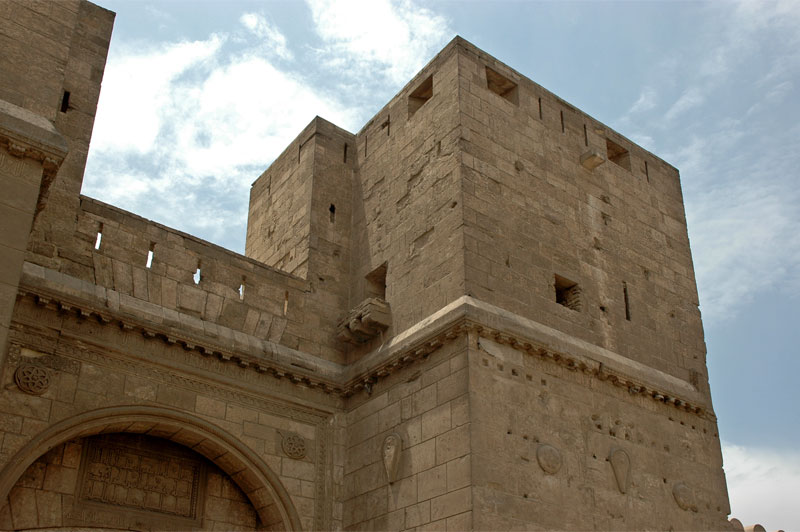
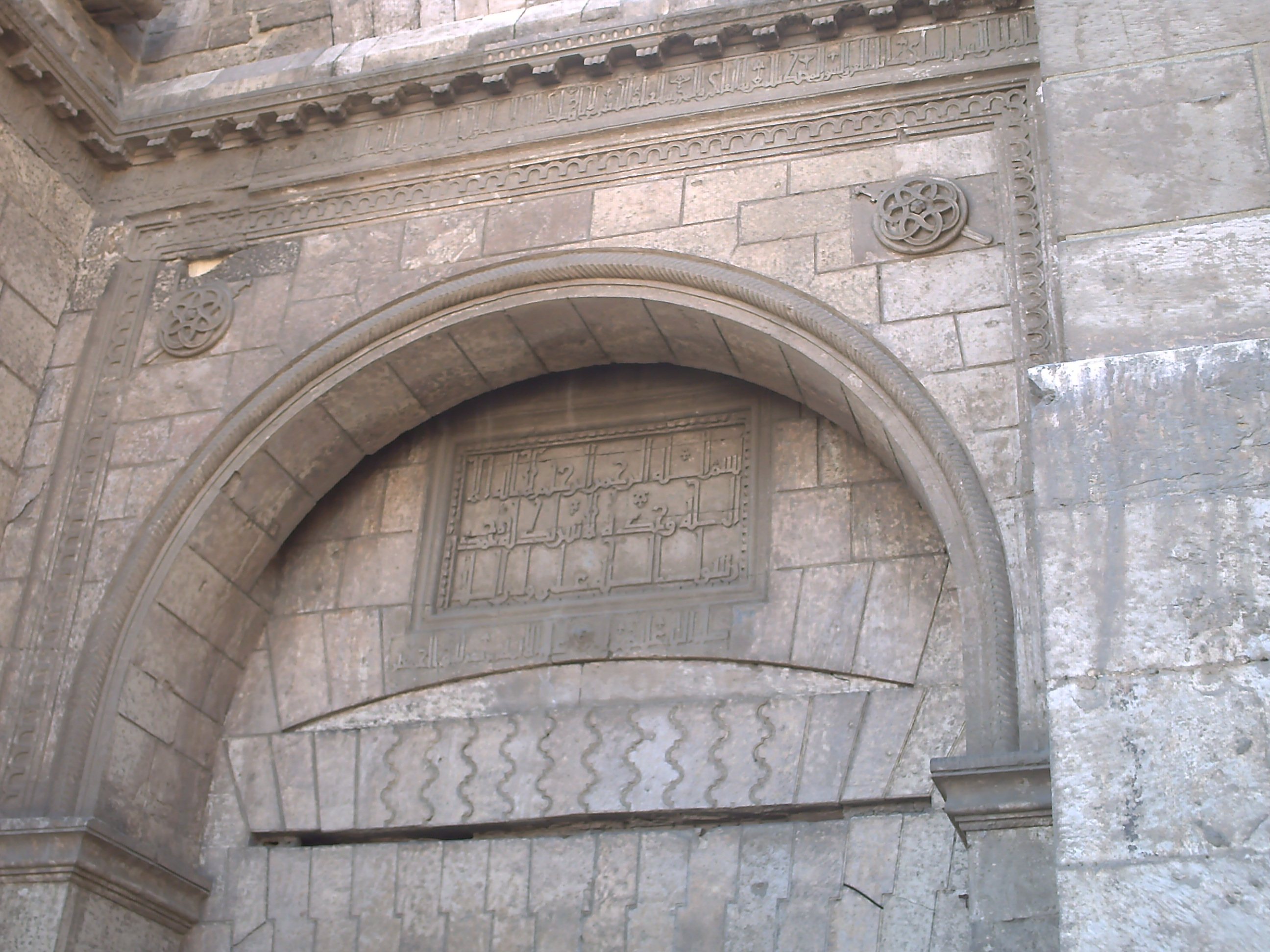